# والترسدورف (تورینگن)
والترسدورف (به آلمانی: Waltersdorf) یک شهر در آلمان است که در زاله‌هلتسلاند واقع شده‌است. والترسدورف ۱۸۱ نفر جمعیت دارد.